# Emission Control Area
Emission Control Areas (ECAs) sind Sonderzonen der Schifffahrt, welche von der Internationalen Seeschifffahrts-Organisation (IMO) festgelegt wurden. Für diese Zonen gelten spezielle Umweltrichtlinien zu Emissionen sowie zur Abfall-/Brauchwasserentsorgung.
So gelten gesonderte Beschränkungen für Schwefeloxid- (SOx) und Stickoxid- (NOx) Emissionen. ECAs mit Schwefelgrenzwerten werden als SECA (Sulphur Emission Control Area) und ECAs mit Stickoxidgrenzenwerten als NECA (Nitrous Oxide Emission Control Area) bezeichnet.
Für CO und HC existieren keine IMO-Grenzwerte und somit auch keine ECAs, für Ruß (Black carbon) wird aktuell ein Grenzwert diskutiert. Der Grund hierfür liegt darin, dass die Schifffahrt und damit die Rußimmissionen speziell im Bereich des Nordpolarmeers stark zunehmen. Der Ruß schlägt sich auf den Eisflächen nieder und färbt diese grau ein. Dadurch erhöht sich die absorbierte Wärmemenge aus der eingestrahlten Sonnenenergie, was zu einem beschleunigten Abschmelzen führt.

## Zonen

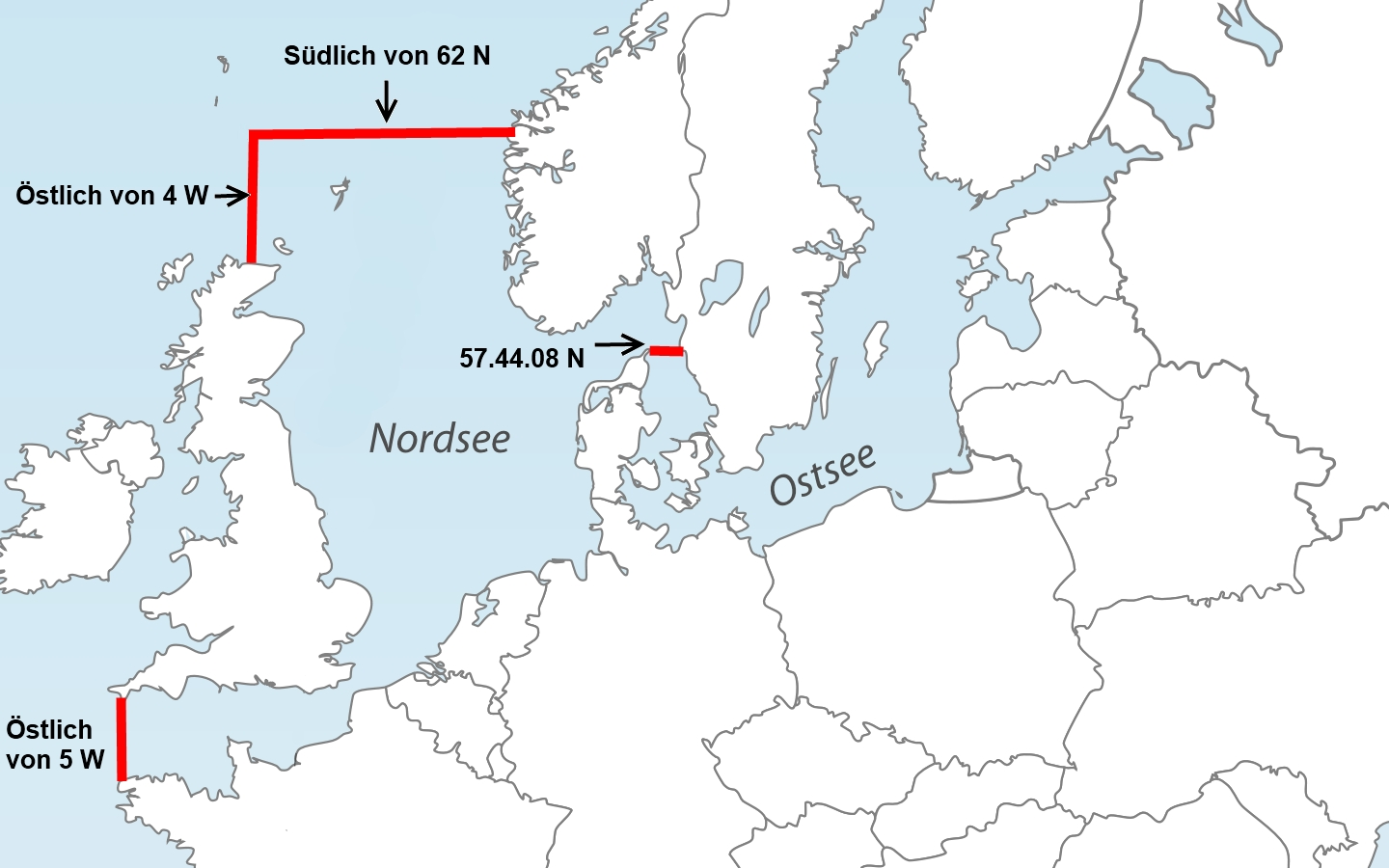
Nord- und Ostsee SECA

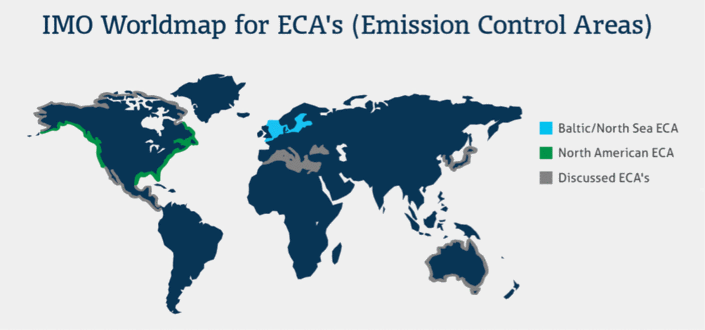
Weltweite ECAs

Folgende ECAs sind derzeit etabliert:
- Ostsee (seit Mai 2006 für SOx; ab Januar 2021 für NOx)
- Nordsee, inklusive des Ärmelkanals (seit November 2007 für SOx; ab Januar 2021 für NOx)
- 24 Seemeilen vor der kalifornischen Küste, vorgelagerte Inseln zählen zur Küstenlinie (seit Juli 2009)
- 200 Seemeilen vor den nordamerikanischen Küsten von Kanada und den USA, inklusive der Großen Seen und Hawaii (seit August 2012 für SOx; seit Januar 2016 für NOx)
- die Küstengewässer rund um Puerto Rico und die Amerikanischen Jungferninseln (die sogenannte U.S. Caribbean Emission Area) (seit August 2014 für SOx; seit Januar 2016 für NOx)

Unter dem MARPOL-Abkommen zur Verhinderung der Meeresverschmutzung durch Schiffe (Annex VI) wurde fast die gesamte nordamerikanische Küste (USA und Kanada inkl. der Großen Seen) ab August 2012 zu einer „Umweltzone auf See“ erklärt. Neben Schwefeloxid- und Stickoxidemissionen werden für US-Schiffe mit Motoren kleiner Kategorie 3 (<30 l Hubvolumen pro Zylinder) über US-EPA-Vorschriften auch Feinstaubemissionen (PM) begrenzt. Damit unterscheidet sich dieses Emissionskontrollgebiet auch von bisherigen IMO-ECAs, die nur strengere Auflagen für Schwefel- und Stickoxidemissionen vorschreiben. Geplant sind weitere ECAs für den gesamten Mittelmeerraum und Japan. Die Einrichtung weiterer ECAs rund um Alaska, Australien, Südkorea und dem Schwarzen Meer befindet sich noch in der Diskussion.
Innerhalb der ECAs von Nord- und Ostsee darf seit dem 1. Juli 2010 der Anteil von Schwefel im Kraftstoff nicht mehr als 1,0 Prozent betragen. Nach dem 1. Januar 2015 ist der Schwefelanteil auf 0,1 Prozent limitiert. Der Schwefelanteil im Kraftstoff sorgt bei der Verbrennung für Schwefeloxide (SOx), welche in Verbindung mit Wasser und der Umgebungsluft (Sauerstoff) die leichte Schwefelsäure und damit den bekannten sauren Regen ergibt. Darüber hinaus schädigt Schwefel die Katalysatoren, welche giftige Schadstoffe ansonsten problemlos umzuwandeln vermögen. Weiterhin sorgt der Schwefelanteil für einen Stickoxide- (NOx-) Aktivitätsrückgang innerhalb der Abgastechnik.

## Forderung nach Ausweitung der ECAs; Kritik
In einer Umweltkampagne der Organisation Naturschutzbund Deutschland (NABU) fordern deren Mitglieder eine erhebliche Ausweitung der ECAs. Die Kampagne läuft unter dem Motto: „Mir stinkt’s!“. Die NABU fordert, dass alle europäischen Küstengebiete, insbesondere das Mittelmeer, mit in die ECAs aufgenommen werden.
Das Projekt Cleanest Ship, welches Teil des EU-Projekts CREATING (FP6) ist und am 20. November 2007 gestartet wurde, hat nachgewiesen, dass durch Einsatz von schwefelarmem Dieselkraftstoff gemäß DIN EN 590 (10 ppm Schwefel) und entsprechenden Abgasreinigungsanlagen eine deutliche Verringerung der Abgasemissionen möglich ist. Stickoxide (NOx) konnten um 86 %, Rußpartikel um 96 % und Schwefeloxide (SOx) sogar um 99,5 % reduziert werden. Schwefelarmer Dieselkraftstoff (0,1 % Schwefel) ist 2013 mit rund 1000 $/t jedoch deutlich teurer als das derzeit vorwiegend verwendete Schweröl (600 $/t).